# Mateusz Żukowski
Mateusz Żukowski (ur. 23 listopada 2001 w Lęborku) – polski piłkarz występujący na pozycji skrzydłowego lub prawego obrońcy w polskim klubie Śląsk Wrocław oraz w reprezentacji Polski U-21.

## Kariera klubowa

### Lechia Gdańsk
W 2015 roku dołączył do akademii Lechii Gdańsk. 11 grudnia 2017 został przesunięty do pierwszej drużyny. Zadebiutował 16 grudnia 2017 w meczu Ekstraklasy przeciwko Sandecji Nowy Sącz (2:2). 2 maja 2019 jego zespół wystąpił w finale Pucharu Polski i zdobył trofeum.

### Chojniczanka Chojnice
27 sierpnia 2019 został wysłany na wypożyczenie do klubu Chojniczanka Chojnice. Zadebiutował 30 sierpnia 2019 w meczu I ligi przeciwko GKS-owi Tychy (1:1).

### Lechia Gdańsk
15 lutego 2020 powrócił do drużyny z wypożyczenia. Pierwszą bramkę zdobył 14 sierpnia 2021 w meczu Ekstraklasy przeciwko Cracovii (3:0).

### Lech Poznań
30 czerwca 2022 Lech Poznań poinformował, że Mateusz Żukowski został nowym zawodnikiem „Kolejorza”. Zawodnik trafił do klubu na zasadzie rocznego wypożyczenia, z opcją wykupu zawodnika. Obrońca zadebiutował 31 sierpnia w meczu ze swoim byłym klubem, Lechią Gdańsk.

### Śląsk Wrocław
28 czerwca 2023 Śląsk Wrocław poinformował o wykupieniu Żukowskiego z Rangers F.C. Zawodnik podpisał roczną umowę z opcją przedłużenia o dwa lata.

## Kariera reprezentacyjna

### Polska U-17
W 2017 roku otrzymał powołanie do reprezentacji Polski U-17. Zadebiutował 29 sierpnia 2017 w meczu towarzyskim przeciwko reprezentacji Węgier U-17 (1:0). Pierwszą bramkę zdobył 21 marca 2018 w meczu eliminacji do Mistrzostw Europy U-17 2018 przeciwko reprezentacji Gruzji U-17 (2:2).

### Polska U-19
W 2019 roku otrzymał powołanie do reprezentacji Polski U-19. Zadebiutował 20 marca 2019 w meczu eliminacji do Mistrzostw Europy U-19 2019 przeciwko reprezentacji Francji U-19 (0:0).

### Polska U-20
W 2019 roku otrzymał powołanie do reprezentacji Polski U-20. Zadebiutował 14 października 2019 w meczu U20 Elite League przeciwko reprezentacji Holandii U-20 (1:2).

### Polska U-21
30 sierpnia 2021 otrzymał powołanie do reprezentacji Polski U-21. Zadebiutował 3 września 2021 w meczu eliminacji do Mistrzostw Europy U-21 2023 przeciwko reprezentacji Łotwy U-21 (0:2).

## Statystyki

### Klubowe
(aktualne na dzień 4 września 2021)
| Klub                         | Sezon              | Liga               | Liga  | Liga   | Puchar kraju | Puchar kraju | Suma  | Suma   |
| Klub                         | Sezon              | Liga               | Mecze | Bramki | Mecze        | Bramki       | Mecze | Bramki |
| ---------------------------- | ------------------ | ------------------ | ----- | ------ | ------------ | ------------ | ----- | ------ |
| Lechia Gdańsk                | 2017/18            | Ekstraklasa        | 2     | 0      | 0            | 0            | 2     | 0      |
| Lechia Gdańsk                | 2018/19            | Ekstraklasa        | 8     | 0      | 1            | 0            | 9     | 0      |
| Lechia Gdańsk                | Ogólnie            | Ogólnie            | 10    | 0      | 1            | 0            | 11    | 0      |
| Chojniczanka Chojnice (wyp.) | 2019/20            | I liga             | 11    | 0      | 1            | 0            | 12    | 0      |
| Chojniczanka Chojnice (wyp.) | Ogólnie            | Ogólnie            | 11    | 0      | 1            | 0            | 12    | 0      |
| Lechia Gdańsk                | 2020/21            | Ekstraklasa        | 16    | 0      | 3            | 0            | 19    | 0      |
| Lechia Gdańsk                | 2021/22            | Ekstraklasa        | 6     | 2      | 0            | 0            | 6     | 2      |
| Lechia Gdańsk                | Ogólnie            | Ogólnie            | 22    | 2      | 3            | 0            | 25    | 2      |
| Ogólnie w karierze           | Ogólnie w karierze | Ogólnie w karierze | 43    | 2      | 5            | 0            | 48    | 2      |

### Reprezentacyjne
(aktualne na dzień 4 września 2021)
| Reprezentacja | Rok     | Mecze | Bramki |
| ------------- | ------- | ----- | ------ |
| Polska U-17   |         |       |        |
| 2017          | 4       | 0     |        |
| 2018          | 5       | 1     |        |
| Ogólnie       | Ogólnie | 9     | 1      |
| Polska U-19   |         |       |        |
| 2019          | 6       | 0     |        |
| Ogólnie       | Ogólnie | 6     | 0      |
| Polska U-20   |         |       |        |
| 2019          | 1       | 0     |        |
| Ogólnie       | Ogólnie | 1     | 0      |
| Polska U-21   |         |       |        |
| 2021          | 1       | 0     |        |
| Ogólnie       | Ogólnie | 1     | 0      |

| Mecze i gole w reprezentacji | Mecze i gole w reprezentacji | Mecze i gole w reprezentacji | Mecze i gole w reprezentacji | Mecze i gole w reprezentacji | Mecze i gole w reprezentacji | Mecze i gole w reprezentacji | Mecze i gole w reprezentacji |
| Polska U-17                  | Polska U-17                  | Polska U-17                  | Polska U-17                  | Polska U-17                  | Polska U-17                  | Polska U-17                  | Polska U-17                  |
| Lp.                          | Data                         | Miejsce                      | Gospodarz                    | Gość                         | Wynik                        | Gol                          | Rozgrywki                    |
| ---------------------------- | ---------------------------- | ---------------------------- | ---------------------------- | ---------------------------- | ---------------------------- | ---------------------------- | ---------------------------- |
| 1.                           | 29.08.2017                   | Kołobrzeg                    | Polska U-17                  | Węgry U-17                   | 1:0                          |                              | Mecz towarzyski              |
| 2.                           | 31.08.2017                   | Kołobrzeg                    | Belgia U-17                  | Polska U-17                  | 1:4                          |                              | Mecz towarzyski              |
| 3.                           | 02.09.2017                   | Kołobrzeg                    | Polska U-17                  | Portugalia U-17              | 0:0                          |                              | Mecz towarzyski              |
| 4.                           | 17.10.2017                   | Pafos                        | Polska U-17                  | San Marino U-17              | 8:0                          |                              | el. ME U-17 2018             |
| 5.                           | 10.02.2018                   | Marbella                     | Polska U-17                  | Szkocja U-17                 | 0:1                          |                              | Mecz towarzyski              |
| 6.                           | 13.02.2018                   | Marbella                     | Polska U-17                  | Francja U-17                 | 1:0                          |                              | Mecz towarzyski              |
| 7.                           | 21.03.2018                   | Legnica                      | Gruzja U-17                  | Polska U-17                  | 2:2                          | Gol                          | el. ME U-17 2018             |
| 8.                           | 24.03.2018                   | Legnica                      | Polska U-17                  | Macedonia Północna U-17      | 3:0                          |                              | el. ME U-17 2018             |
| 9.                           | 27.03.2018                   | Legnica                      | Polska U-17                  | Irlandia U-17                | 0:1                          |                              | el. ME U-17 2018             |
| Polska U-19                  |                              |                              |                              |                              |                              |                              |                              |
| Lp.                          | Data                         | Miejsce                      | Gospodarz                    | Gość                         | Wynik                        | Gol                          | Rozgrywki                    |
| 1.                           | 20.03.2019                   | Ballan-Miré                  | Francja U-19                 | Polska U-19                  | 0:0                          |                              | el. ME U-19 2019             |
| 2.                           | 23.03.2019                   | Saint-Cyr-sur-Loire          | Izrael U-19                  | Polska U-19                  | 1:0                          |                              | el. ME U-19 2019             |
| 3.                           | 26.03.2019                   | Avoine                       | Polska U-19                  | Szwajcaria U-19              | 0:0                          |                              | el. ME U-19 2019             |
| 4.                           | 13.11.2019                   | Newport                      | Walia U-19                   | Polska U-19                  | 3:0                          |                              | el. ME U-19 2020             |
| 5.                           | 16.11.2019                   | Newport                      | Polska U-19                  | Kosowo U-19                  | 4:1                          |                              | el. ME U-19 2020             |
| 6.                           | 19.11.2019                   | Cardiff                      | Polska U-19                  | Rosja U-19                   | 0:4                          |                              | el. ME U-19 2020             |
| Polska U-20                  |                              |                              |                              |                              |                              |                              |                              |
| Lp.                          | Data                         | Miejsce                      | Gospodarz                    | Gość                         | Wynik                        | Gol                          | Rozgrywki                    |
| 1.                           | 14.10.2019                   | Kalisz                       | Polska U-20                  | Holandia U-20                | 1:2                          |                              | U20 Elite League             |
| Polska U-21                  |                              |                              |                              |                              |                              |                              |                              |
| Lp.                          | Data                         | Miejsce                      | Gospodarz                    | Gość                         | Wynik                        | Gol                          | Rozgrywki                    |
| 1.                           | 03.09.2021                   | Jełgawa                      | Łotwa U-21                   | Polska U-21                  | 0:2                          |                              | el. ME U-21 2023             |

## Sukcesy

### Lechia Gdańsk
- Puchar Polski (1×): 2018/2019